# Chuang Liang-tu
Chuang Liang-tu (* im 20. Jahrhundert) ist ein Badmintonspieler, der im Parabadminton für Chinesisch Taipeh in den Startklassen BMSTL2 (SL4) und BMSTL3 (SL4) an den Start geht. Dabei erreichte er fünf Goldmedaillen bei Weltmeisterschaften; drei Mal im Doppel und zwei Mal im Einzel.

## Karriere
Bei der Weltmeisterschaft 2003 in Cardiff im Vereinigten Königreich startete Chuang im Herreneinzel. Im Viertelfinale besiegte er seinen Landsmann Hsu Jen-ho mit 15:10, 15:6 und traf im Halbfinale auf den Japaner Takahito Takeyama, den er mit 15:6 13:15 15:2 besiegte. Im Finale traf er mit Chiang Chung-hou erneut auf einen Landsmann, den er mit 15:5, 15:6 besiegte. Chuang war somit Weltmeister im Herreneinzel. Das Herrendoppel bestritt Chuang mit seinem Landsmann Chiang, Chung-hoo. Im Halbfinale trafen sie auf die Japaner Takahito Takeyama und Takayuki Taniguchi, die sie mit 15:5 15:7 besiegten. Das Finale bestritten Chuang und Chiang gegen Vatchera Kosintharobol und Adisak Saengarayakul aus Thailand, gegen die sie mit 17:15, 15:4 gewannen. Chuang war somit zudem Weltmeister im Herrendoppel.
Bei der Weltmeisterschaft 2005, die in Hsinchu auf der Insel Taiwan ausgetragen wurde, verteidigte Chuang seinen Titel im Herreneinzel. In der ersten Runde besiegte er seinen Landsmann Lin Cheng-che mit 2:1 und im Halbfinale den Thailänder Adisak Saengarayakul mit 2:0. Im Finale traf er dann, wie schon zwei Jahre zuvor, auf Chiang Chung-hou und gewann dieses Duell mit 2:0. Im Herrendoppel startete Chuang erneut mit Chiang, Chung-hoo, auch hier konnte der Titel erfolgreich verteidigt werden. Im Halbfinale trafen Chuang und Chiang auf Ahmad Fuad Mohd Jafri und Suhaili Laiman aus Malaysia und gewannen dieses Duell mit 2:0. Die Finalgegner, Bakri Omar und Hairol Fozi Saaba, stammten ebenfalls aus Malaysia; hier konnten Chuang und Chiang mit 2:1 gewinnen.
Bei der Asienmeisterschaft 2004, die in Kuala Lumpur in Malaysia ausgetragen wurde, startete Chuang im Herreneinzel. In der ersten Runde hatte er ein Freilos und traf in der zweiten Runde auf Suhaili Laiman aus Malaysia, den er mit 15:4, 15:7 besiegte. Im Viertelfinale gewann er mit 15:8, 15:12 gegen den Malaysier Hairul Fozi Saaba. Das Halbfinale gewann Chuang gegen den Thailänder Adisak Saengarayakul mit 15:7, 11:15, 15:10 und stand somit im Finale. Sein Finalgegner war der Japaner Takahito Takeyama, den Chuang mit 15:10, 15:13 besiegte, Chuang war somit Asienmeister. Im Herrendoppel startete Chuang wie bei der Weltmeisterschaft im Jahr zuvor mit seinem Landsmann Lin Cheng-che, auch hier gewann das Duo die Goldmedaille. Silber ging an Chun Jun-dong und Kyu Baik-dong aus der Republik Korea und Bronze an Hairul Fozi Saaba und Suhaili Laiman aus Malaysia sowie Boregowda Anandkumar und Raghuram Samaduraia aus Indien.
Bei der Weltmeisterschaft 2007, die in Thailands Hauptstadt Bangkok ausgetragen wurde, wurde Chuang in der ersten Runde in Gruppe drei gelost und traf dort auf Scott Richardson aus England und Bakri Omar aus Malaysia. Gegen Richardson gewann er mit 21:9, 21:9 und gegen Omar mit 21:8, 21:9. In der ersten Runde der K.-o.-Phase traf Chuang auf Eli Keradi aus Israel und gewann mit 21:7, 21:10. Das Halbfinale gewann Chuang mit 21:16, 21:6 gegen Ahmad Abdul Rahman aus Malaysia und stand damit zum dritten Mal in Folge im Herreneinzel-Finale einer Weltmeisterschaft. Das Finale ging dieses Mal mit 16:21, 12:21 verloren: Neuer Weltmeister wurde Yu Kwong Wah aus Hongkong. Im Herrendoppel startete Chuang mit seinem Landsmann Lin Cheng-che in Gruppe zwei der ersten Runde. Dort gewannen sie gegen Jun Dong-chun und Kim Jae-hoon aus der Republik Korea mit 21:10, 21:11 sowie gegen Scott Richardson und Meva Singh Dhesi aus England mit 21:3, 21:7. Im Viertelfinale spielten sie gegen Oded Habshush aus Israel, der mit Raúl Anguiano Araujo aus Guatemala antrat. Chuang und Lin gewannen diese Begegnung mit 21:10, 21:14. Im Halbfinale trafen sie auf Bakri Omar und Mashairol Fozi aus Malaysia; hier gewannen sie mit 21:17, 11:21, 21:17 und standen im Finale. Im Finale spielten sie gegen ihre Gegner aus der ersten Runde, Jun Dong-chun und Kim Jae-hoon aus der Republik Korea, und gewannen das Finale mit 21:17, 21:7. Chuang Liang-tu war somit das dritte Mal in Folge Weltmeister im Herrendoppel.